# Ejersbo
Ejersbo er en dansk dokumentarfilm fra 2015, der er instrueret af Christian Holten Bonke.

## Handling
Den afdøde forfatter Jakob Ejersbos to bedste venner kæmper sig op mod toppen af Kilimanjaro for at sige endeligt farvel og i al hemmelighed opfylde Ejersbos ønske om at få spredt sin aske netop dér. Undervejs fortæller filmen gennem venner, familie og kollegaer om den målrettede, ekstraordinære og gådefulde forfatters ellers ret private liv, og om hvordan Ejersbo ovenpå gennembrudsromanen Nordkraft med døden i hælene ofrede alt andet for at nå at færdiggøre sit hovedværk, Afrika-trilogien.